# إدموند سي. ويكس
إدموند سي. ويكس هو سياسي أمريكي، ولد في 10 مارس 1829 في Tisbury, Massachusetts ‏ في الولايات المتحدة، وتوفي في 12 أبريل 1907 في تالاهاسي في الولايات المتحدة. نشط حزبياً في الحزب الجمهوري. وقد انتخب عضو مجلس نواب فلوريدا ‏.